# José García Nieto
 (janvier 2023).
Si vous disposez d'ouvrages ou d'articles de référence ou si vous connaissez des sites web de qualité traitant du thème abordé ici, merci de compléter l'article en donnant les références utiles à sa vérifiabilité et en les liant à la section « Notes et références ».
José García Nieto, né le 6 juillet 1914 à Oviedo et mort le 27 février 2001  à Madrid, est un poète, écrivain et journaliste espagnol.
Il a reçu de nombreux prix, dont le Prix national de Poésie par deux fois (1951 et 1957) et le Prix Cervantes en 1996 et a été membre de l'Académie royale espagnole depuis 1982.

## Biographie
José García Nieto, naît à Oviedo, le 6 juillet 1914, au no 8 de la calle Portugalete (aujourd'hui Melquíades Álvarez no 6). Ses parents sont José García Lueso et María de La Encarnación Nieto Fernández. Le père se consacrait au journalisme.
Orphelin de père à neuf ans, il vit avec sa mère à Saragosse, Tolède et Madrid, où il passe le baccalauréat et commence à écrire des vers.
Au début de la Guerre civile, il occupe le poste de secrétaire de mairie de Chamartín de la Rosa (qui sera ensuite absorbé par la municipalité de Madrid), puis est mobilisé. Il se consacre ensuite à la littérature, notamment à la poésie et au théâtre.
Le 28 janvier 1982 il est élu membre de l'Académie royale espagnole. En 1996, il obtient le prix Cervantes.

## Récompenses
- 1950 : Prix Adonáis de Poésie pour Dama de soledad.
- 1955 : Premio Fastenrath (es) de l'Académie royale espagnole pour Geografía es amor.
- 1951 : Prix national de Poésie pour Tregua.
- 1957 : Prix national de Poésie pour Geografía es amor
- 1967 : Premio Ciudad de Barcelona (es) pour Hablando solo.
- 1973 : Premio Boscán (es) pour Súplica por la paz del mundo y otros "collages".
- 1980 : Premio Mariano de Cavia du journalisme.
- 1987 : Premio González-Ruano (es) de journalisme.
- 1996 : Prix Cervantes pour l'ensemble de son œuvre.

## Œuvre
- Víspera hacia ti (1940)
- Poesía (1944)
- Versos de un huesped de Luisa Esteban (1944)
- Tú y yo sobre la tierra (1944)
- Retablo de ángel, el hombre y la pastora (1944)
- Del campo y soledad (1946)
- Juego de los doce espejos (1951)
- Tregua (1951) — Prix national de Poésie
- La red (1955) — Premio Fastenrath
- Geografía es amor (1956) — Prix national de Poésie
- El parque pequeño (1959)
- Corpus Chisti y seis sonetos (1962)
- Circunstancias de la muerte (1963)
- La hora undécima (1963)
- Memorias y compromisos (1966)
- Hablando solo (1967) — Premio Ciudad de Barcelona
- Facultad de volver (1970)
- Taller de arte menor y cincuenta sonetos (1973)
- Súplica por la paz del mundo y otros "collages" (1973) — Premio Boscán
- Sonetos y revelaciones de Madrid (1974)
- Los cristales fingidos (1978)
- El arrabal (1980]
- Nuevo elogio de la lengua española (1983)
- Sonetos españoles a Bolívar (1983)
- Donde el mundo no cesa de referir su historia (1983) — en prose.
- Piedra y cielo de Roma (1984)
- Carta a la madre (1988)
- Mar viviente (1989)
- El cuaderno roto (1989) — en prose.